# Animales en la Biblia

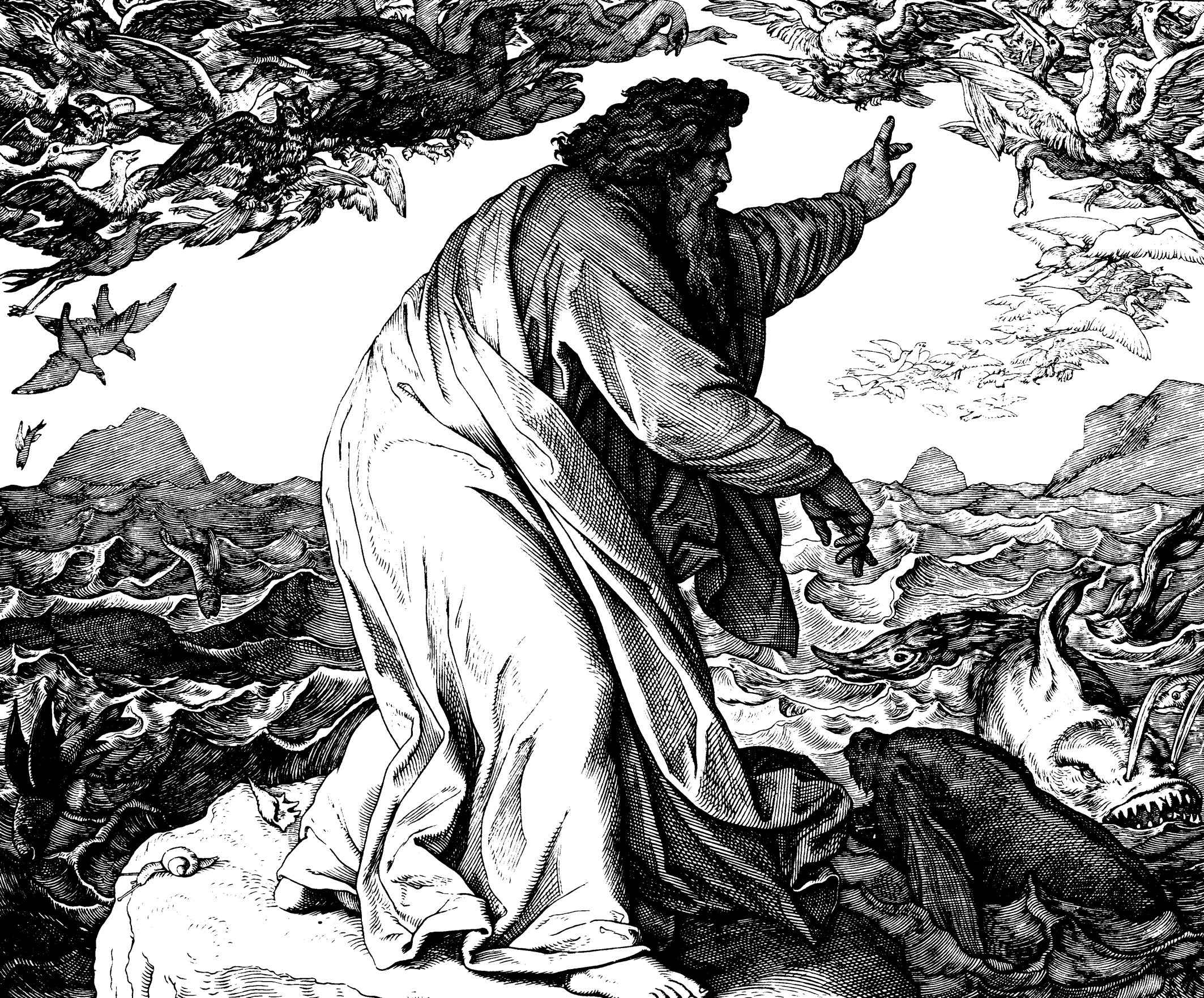
Pintura de Julius Schnorr von Carolsfeld que representa el quinto día de la creación del mundo, en el que Dios crea los animales marinos y las aves.

Según la Biblia,en el Génesis relata que en el día quinto se crean los animales que pueblan las aguas y el aire, y en el día sexto, antes del hombre, los animales que habitan en tierra firme.

## Clasificación
La mentalidad hebrea hay que enmarcarla en el estadio cultural de su tiempo. La clasificación del mundo animal importa menos. Según esto, los animales se clasifican, por su apariencia vulgar, en varios apartados: 
- terrestres: todos los animales que se mueven o arrastran por el suelo; A
- volátiles: todos los que tienen alas, incluidos los insectos voladores; L
- acuáticos: todos los que nadan en el agua, cetáceos incluidos; D

Por la misma razón se considera, p. ej., a la liebre como rumiante, pues en la época, la palabra hebrea גֵּרָה traducida como "rumiar" significaba "comida procesada". O
Al reflejar el ambiente de un pueblo esencialmente agrícola y ganadero, la Biblia menciona con mucha frecuencia (en todos los libros, excepto el de Rut) a los animales. Sin lugar para hacer un recuento, baste saber que, dentro de esos cuatro grandes apartados, se encuentran más de 130 nombres de animales; algunos de ellos son diversas denominaciones populares o poéticas del mismo ser, o designan las diversas fases de su edad o desarrollo. Son bastantes aquellos animales, sobre todo salvajes, cuya identificación y traducción resulta muy dudosa, debido en parte a que muchas de las especies designadas en la Biblia se han extinguido ya en Palestina.
Otra clasificación de los animales es la que hace la legislación mosaica, distinguiendo animales puros e impuros. La raíz de esta división es religiosa, lo mismo que la de las demás reglas de pureza e impureza que señala el Levítico: es puro, en general, lo que puede acercar a Dios, e impuro lo que aleja de Él, en particular creando incapacidad para el culto. De aquí que los animales son puros, sobre todo porque pueden ser ofrecidos a Dios (Gen 7, 2; 8, 20). El criterio es, pues, religioso; la impureza y consiguiente carácter abominable de algunos animales, aparentemente ininteligible para nosotros, se basa probablemente en que esos animales formaban parte de los sacrificios que los paganos ofrecían a sus dioses, en particular a los dioses subterráneos y demonios cananeos, o en razones higiénicas revestidas también de carácter religioso: al ser repugnantes o malos para el hombre, se considera que su contacto también desagrada a Dios.

### Animales puros e impuros
La relación de estos animales la da, y la repite más brevemente Dt 14, 3-20. De los tres grupos señalados, los terrestres, para ser puros, han de ser rumiantes y tener además la pezuña hendida. Se consideran impuros el camello, el conejo, la liebre y el cerdo, y todos aquellos con almohadillas en manos y pies, tales como la mayoría de los carnívoros. Como se ve, las condiciones son también, según la apariencia vulgar. Dentro de los terrestres, los reptiles son todos impuros. De los acuáticos son puros los que tienen aletas y escamas, y no se especifican los impuros; de los volátiles se da una lista de las aves impuras, que comprende en general las aves rapaces y además el murciélago, etc.; entre los menores que vuelan, son impuros todos los que andan a cuatro patas, excepto los que tienen las dos de atrás más largas para saltar, concretamente la langosta en sus diversas formas. La impureza de estos animales afectaba a no poder ofrecerlos en sacrificio (Gen 8, 20), ni comer su carne, ni tocar su cadáver. También era impuro, a efectos de contacto, el cadáver de un animal puro muerto naturalmente (Lev 11, 39-40). 
Esta clasificación de animales puros e impuros es preciso interpretarla dentro de su contexto histórico, la vida entera del israelita era como un culto ofrecido a Dios, por eso supuestamente el pueblo de Dios (Lev 11, 44) debía distinguirse, hasta en esos pormenores, de todos los demás pueblos.
En el Nuevo Testamento los animales "impuros" son usados por los israelitas (judíos) para comparar el estado espiritual de los gentiles (extranjeros sin linaje de sangre Israelita), no obstante, Dios aclara que esta analogía creada por la ritualística judía no debía ser considerada para clasificar a los hombres, puesto fue agregada por la interpretación de la comunidad Farisea y por tanto los gentiles no debían ser despreciados (considerados impuros):

"13Y le vino una voz: Levántate, Pedro, mata y come.14Entonces Pedro dijo: Señor, no;  porque ninguna cosa común o inmunda he comido jamás.15Volvió la voz a él la segunda vez: Lo que Dios limpió, no lo llames tú común... 17Y mientras Pedro estaba perplejo dentro de sí sobre lo que significaría la visión que había visto, he aquí los hombres que habían sido enviados por Cornelio. 28 Y les dijo: Vosotros sabéis cuán abominable es para un varón judío juntarse o acercarse a un extranjero; pero a mí me ha mostrado Dios que a ningún hombre llame común o inmundo "
Hechos 10:13-28

## Simbología
Los animales tienen también en la Biblia un amplio uso literario. Son de destacar los nombres de animales que designan metafóricamente a las tribus en las bendiciones de Jacob (Gen 49) y de Moisés (Dt 33), el águila, alegoría de Nabucodonosor (Ez 17), las maravillosas descripciones del libro de Job (38-41), las deliciosas metáforas del Cantar, el uso figurado de la oveja y el cordero que preparan las alegorías del Cordero de Dios y del Buen Pastor (Ez 34; lo 10, 1-18).
Entre los animales tomados individualmente se destacan, por su uso litúrgico, mesiánico o profético:
- El becerro, objeto de la famosa apostasía del Sinaí (Ex 32, 1-16) y que, como símbolo de Yahveh y a semejanza de las representaciones idolátricas paganas basadas en la imagen de la fuerza, recibió culto en los santuarios de Betel y Dan (1 Reg 12, 28; Os 8, 5), duramente censurado por los profetas (Am 4, 4; 5, 5 ss.; Os 2, 4-7);
- El carnero y el macho cabrío, muy usados en los sacrificios (Gen 15, 9; Gn 22, 13; Ex 29, 1; etc.), y, en sentido figurado, símbolos del jefe o guía (Ex 15, 15; Ez 34, 17; Zach 10, 3) o de los imperios que se enfrentan (Dan 8, 3)
- El león, que como símbolo de fuerza y poder representa a Yahveh (p. ej., el rostro en los a. de Ez 1, 10, y Apc 4, 7), a Jesús (Apc 5, 5), etc.
- El caballo, ampliamente conocido como animal de guerra y de aquí muy usado en las descripciones de batallas apocalípticas (Zach 6, 1-8; Apc 6, 1-8;Apc19:11-21.)
- El asno, siempre ha gozado de un marcado favor por encima de todas las demás bestias de carga en la Biblia. Lo demuestran las más de 130 menciones de este animal y el número de palabras en el vocabulario hebreo utilizadas para designar al asno, por color, sexo, edad, etc. En el cristianismo sirve de símbolo como montura humilde y pacífica del Mesías (Zacarías 9, 9; Mt 21, 2).

## Normas sobre el trato y uso de los animales
En el paraíso que describe el libro del Génesis Adán y Eva reciben la indicación de comer plantas y sus frutos:

«También les dijo: Yo les doy de la tierra todas las plantas que producen semilla y todos los árboles que dan fruto con semilla; todo esto les servirá de alimento.»
Génesis 1:29

Sin embargo, esta porción fue dada antes de la caída. En las profecías de Isaías también se muestra un futuro que puede interpretarse como pacífico (ya que esta narración es una alegoría de la paz):

«6Serán vecinos el lobo y el cordero, y el leopardo se echará con el cabrito, el novillo y el cachorro pacerán juntos, y un niño pequeño los conducirá.7 La vaca y la osa pacerán, juntas acostarán sus crías, el león, como los bueyes, comerá paja. 8Hurgará el niño de pecho en el agujero del áspid, y en la hura de la víbora el recién destetado meterá la mano. 9Nadie hará daño, nadie hará mal en todo mi santo Monte, porque la tierra estará llena de conocimiento de Yahveh, como cubren las aguas el mar.»
Isaías 11:6-9

En el segundo relato de la Creación, Dios forma también a los animales y luego los presenta ante el hombre para que este les imponga sus nombres (Gen 2, 19-20). Como en el antiguo Oriente la imposición del nombre es una señal de dominio, la significación de estos relatos es que los animales han sido creados por Dios y puestos por Él para el servicio y bajo el dominio del hombre.
Fiel a esta concepción, la legislación mosaica prevé varias normas para protegerlos. Así, por ejemplo, los animales tienen también derecho al descanso sabático (Dt 5, 14), se debe ayudar al asno excesivamente cargado (Ex 23, 5); cuidado especial merecen los pájaros que anidan o empollan (Dt 22, 6-7); se prohíbe poner bozal al buey que trilla (Dt 25, 4) para que pueda comer; no se debe uncir a un buey con un asno (Dt 22, 10), porque el asno es más débil, etc. En general, la misericordia universal de Dios alcanza también a los animales, como concluye el libro de Jonás (4, 11) y desarrolla el Salmo 104, 10-30, preparando la enseñanza de Jesús sobre la Providencia, que también se preocupa de los animales (Mt 6, 26, y paralelos; cfr. Mt 18, 12 ss.).
La Biblia menciona también los animales salvajes, peligro para el hombre. A menudo sirven de instrumento de Dios para castigar los pecados de su pueblo (Lev 26, 22; 2 Reg 17, 25; Ez 14, 15). Esta situación de enemistad ha sido provocada por el pecado, que trastoca todo el orden de la Creación (cfr. Gen 3, 17-19). El mismo tentador que introduce el pecado en el mundo se describe bajo el símbolo de una serpiente. En contrapartida, la restauración mesiánica es descrita como una era de paz y de reconciliación universal y cósmica, que incluye la pacificación de los animales proverbialmente hostiles entre sí y enemigos del hombre, es decir, como la vuelta a la paz paradisíaca, en la que todos los animales estaban sumisos al hombre (cfr. el oráculo de Is 11, 6-9).